# II. třída okresu Trutnov 2004/2005
V utkáních II. třídy okresu Trutnov 2004/2005, jedné ze skupin 8. nejvyšší fotbalové soutěže v Česku, se utkalo 14 týmů dvoukolovým systémem podzim – jaro. Tento ročník začal v srpnu 2004 a skončil v červnu 2005.
Postup do I. B třídy Královéhradeckého kraje 2005/2006 si zajistil vítězný tým TJ Sokol Staré Buky. Sestoupily týmy TJ Jiskra Horní Maršov a TJ Jiskra Kocbeře.

## Konečná tabulka II. třídy okresu Trutnov 2004/2005
| Poř. | Tým                        | Z  | V  | R | P  | VG | OG | B  |
| ---- | -------------------------- | -- | -- | - | -- | -- | -- | -- |
| 1.   | TJ Sokol Staré Buky        | 26 | 19 | 2 | 5  | 79 | 37 | 59 |
| 2.   | SK Sparta Úpice            | 26 | 17 | 3 | 6  | 68 | 27 | 54 |
| 3.   | TJ Tatran Hostinné         | 26 | 16 | 4 | 6  | 85 | 39 | 52 |
| 4.   | SK Horní Staré Město       | 26 | 13 | 7 | 6  | 41 | 23 | 46 |
| 5.   | TJ Jiskra Libeč            | 26 | 12 | 3 | 11 | 63 | 51 | 39 |
| 6.   | TJ Jiskra Podhůří          | 26 | 11 | 6 | 9  | 57 | 54 | 39 |
| 7.   | FK Dolní Kalná             | 26 | 10 | 5 | 11 | 40 | 49 | 35 |
| 8.   | FK Poříčí u Trutnova       | 26 | 10 | 4 | 12 | 35 | 55 | 34 |
| 9.   | TJ Sokol Černý Důl         | 26 | 9  | 5 | 12 | 46 | 66 | 32 |
| 10.  | TJ Spartak Pilníkov        | 26 | 9  | 5 | 12 | 56 | 73 | 32 |
| 11.  | TJ Sokol Bílá Třemešná     | 26 | 8  | 6 | 12 | 40 | 49 | 30 |
| 12.  | TJ Jiskra Horní Maršov     | 26 | 9  | 2 | 15 | 46 | 63 | 29 |
| 13.  | TJ Sokol Kunčice nad Labem | 26 | 5  | 4 | 17 | 39 | 71 | 19 |
| 14.  | TJ Jiskra Kocbeře          | 26 | 4  | 4 | 18 | 28 | 66 | 16 |

Poznámky:
- Z = Odehrané zápasy; V = Vítězství; R = Remízy; P = Prohry; VG = Vstřelené góly; OG = Obdržené góly; B = Body; (S) = Mužstvo sestoupivší z vyšší soutěže; (N) = Mužstvo postoupivší z nižší soutěže (nováček)

|  | Postup do I. B třídy Královéhradeckého kraje 2005/2006 |
|  | Sestup do III. třídy okresu Trutnov 2005/2006          |